# Салтыков, Александр Михайлович
Алекса́ндр Миха́йлович Салтыко́в (1728—1782) — первый конференц-секретарь Императорской академии художеств. Свободное время посвящал занятиям литературой и переводам с французского. Внук П. П. Шафирова, брат Б. М. Салтыкова, дед А. В. Чичерина.

## Биография
Александр Салтыков родился около 1728 года, в семье действительного статского советника Михаила Салтыкова, внука боярина А. П. Салтыкова. Происходил из старшей линии рода Салтыковых, некогда очень богатой, но к середине XVIII века расстроившей своё состояние.
Свою службу начал поручиком в Тобольском полку в 1744 году. Живя в Москве, работал над переводом французского романа Пьера Мариво «Жизнь Марианны» в 3 частях, и напечатал его в 1762 году в Университетской типографии в количестве 800 экземпляров, за которые остался должен университету. Чуть позже здесь же напечатал перевод французской повести «Всё или ничего». В университете учёным секретарём служил его брат — Борис.
Переехав в Петербург, познакомился с директором Сенатской типографии Сергеем Волчковым, а позднее женился на его дочери Марии. В 1764 году в этой типографии опубликовал перевод французской пьесы в 1 действии «Обычай нынешнего света».
В марте того же года, в чине майора, он поступил смотрителем над материалами при постройке нового здания Академии Художеств и скоро обратил на себя внимание её президента Ивана Бецкого — в особенности основательным знанием французского языка. Он перевёл на французский язык приветственную речь императрице Екатерине II при инаугурации Академии, написанную Сумароковым.
1 января 1765 года Бецкой представил Александра Салтыкова в докладе о назначении членов во вновь формируемый по уставу Академический совет к занятию должности конференц-секретаря.
А. Т. Болотов, знавший Салтыкова лично, описывает его как «подлипалу», который с братьями сумел подольститься к разведённой княгине Белосельской, поселиться в её доме и взять в свои руки управление её имениями. При всём том был он «отменно доброго сердца и хорошего расположения ума и во всем человек изящного характера»; отношения его с Болотовым были самые дружеские.
В Академическом совете Салтыков зарекомендовал себя также не с лучшей стороны: сразу после назначения он уволил известного гравера Евграфа Чемесова, не говоря уже о других интригах. Но главное, чем он себя скомпрометировал, было заимствование казённых средств из доходов академии, через фактора академии Пальма, на которого он получил влияние в качестве члена ревизионного комитета, для уплаты своих частных долгов.
В 1772 году открылась нехватка средств в кассе на сумму 7700 рублей, что побудило Бецкого предложить Академическому совету не только отрешить Салтыкова от всяких дел по академии, но и посадить под караул эконома Пальма и опечатать все его документы и имущество до окончания расследования и вынесения решения. Когда все обстоятельства были выяснены, Салтыков просил Совет и президента отпустить его на два месяца в Москву, оставляя в залог своих детей, чтобы найти необходимые средства у своих приятелей на покрытие сделанных им заимствований из кассы, за неразглашение его поступка.
Отпущенный в Москву 2 октября, он так и не вернулся, а в январе и сентябре 1773 года просил Академическое начальство, непосредственно и через профессора Лосенко, сперва об увольнении с пенсией за 8-летнюю службу и с сохранением за ним места в Академических собраниях, потом о выдаче удержанного жалованья и столовых. 26 апреля 1774 года ему был дан ответ с отказом в пенсии, а новый секретарь Фелькнер удержал с него 572 рубля с копейками, остававшиеся недополученными после продажи имущества эконома Пальма и казначея Торстензона.
Растраченную сумму заплатила за Салтыкова его подруга княгиня Белосельская, разводная жена князя А. М. Белосельского. В одном из писем Екатерина II призывала её образумиться и
излишне не надеяться на басни её советодателей господ Салтыковых, которые сами весьма плохого поведения, чего она уже почувствовала, ибо вместо Александра она уже заплатила 9000 рублей, кои он истратил из академической суммы; Борис же нигде не уживается, а Алексей у меня в крепости уже месяц времени погостил.

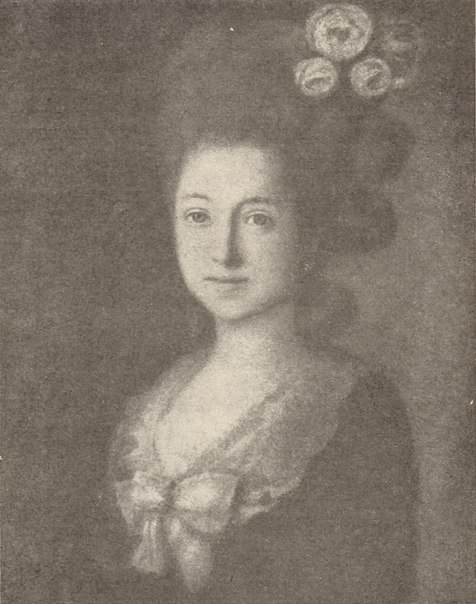
Мария Сергеевна Салтыкова на портрете Ф. Рокотова

Александр Михайлович умер 1782 году, о чём пишет А. Т. Болотов в главе "1782 год" своей книги "Жизнь и приключения Андрея Болотова. Описанные самим им для своих потомков": 

Видался я не один раз и с прежними моими знакомцами, господами Салтыковыми, а особливо с другом моим, Александром Михайловичем, продолжавшим ко мне прежнюю свою нелицемерную дружбу по самую его кончину, воспоследовавшую вскоре после сего временя.

## Семья
С 1766 года был женат на Марии Сергеевне Волчковой (1752—1805). В 1770-х гг. Александр Михайлович проиграл Марию Сергеевну в карты Петру Пассеку, о чём говорит французский дипломат Жан-Клод Ипполит Мехе де ла Туш:

«Марья Сергеевна — жена отъявленного игрока, майора Салтыкова, который, проиграв Пассеку всё свое состояние, поставил на карту жену и проиграл и её. Говорят, будто эта потеря менее всего огорчила его, хотя Марья Сергеевна была еще молода и хороша собою; Пассек, назначенный генерал-губернатором Белоруссии, увез ее в Могилев.»
Мария Сергеевна на протяжении многих лет (до оформления брака в 1796 г.) «состояла форменной помпадуршей у Пассека и значила в могилёвском свете не меньше, чем он сам». В браке имели детей:
- Михаил Александрович (1767—1851), сенатор; его дочь Софья Михайловна, овдовев после смерти поэта Антона Дельвига, вышла замуж за Сергея Баратынского, брата поэта.
- Екатерина Александровна (ок. 1770—1813), выпускница Смольного института, замужем за В. Н. Чичериным.

## Труды
- Перевод «Жизнь Марианны» Мариво, СПб., 1762
- Перевод «Обычай нынешнего света», СПб., 1764
- Речь, произнесенная в Академии художеств в присутствии имп. Екатерины II (1765).

## Источник текста
- Салтыков, Александр Михайлович // Русский биографический словарь : в 25 томах. — СПб., 1904. — Т. 18: Сабанеев — Смыслов. — С. 70—71.